# Kenneth Clarke

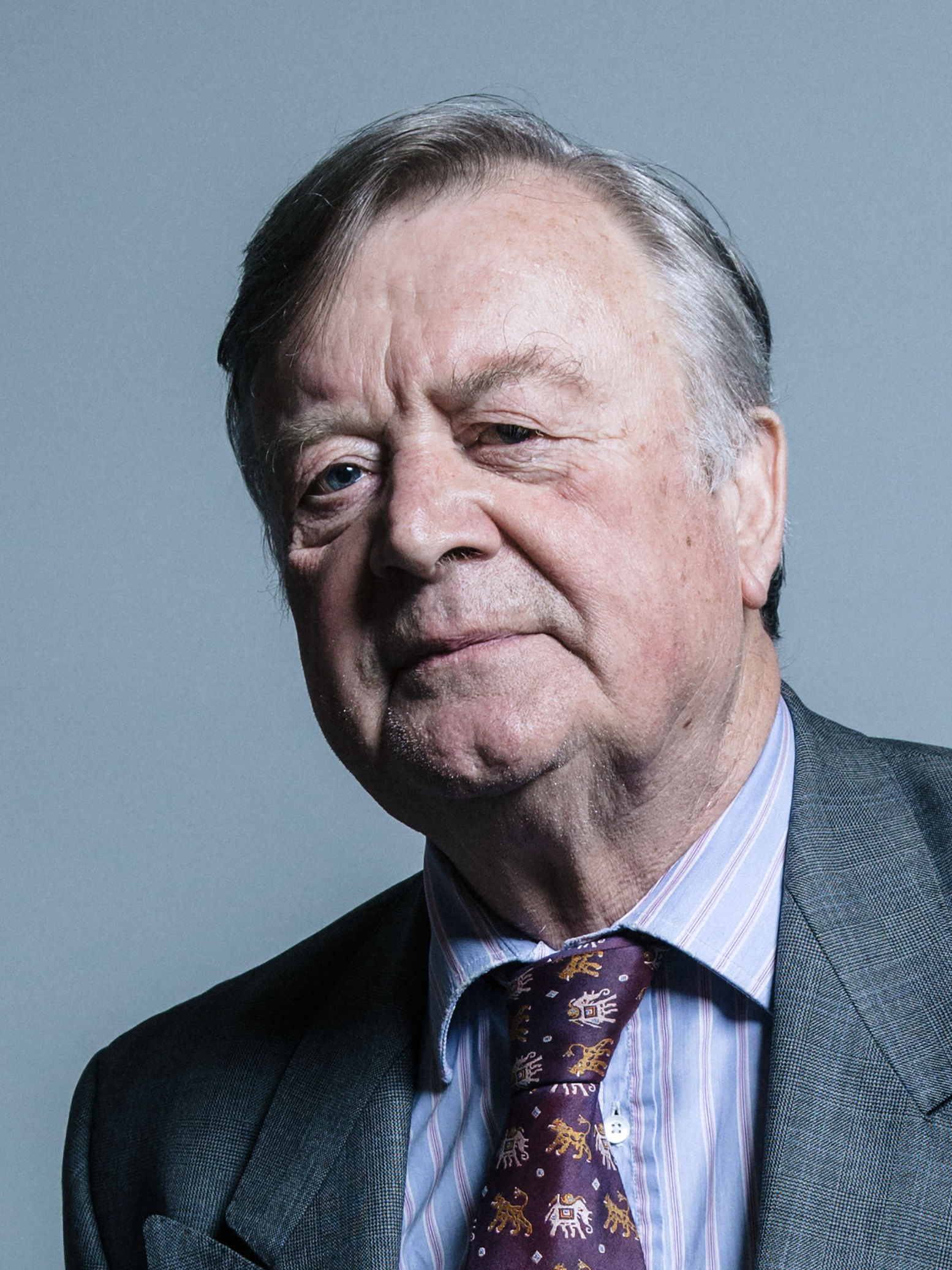
Rt. Hon. Kenneth Clarke CH QC MP, 2017

Kenneth Harry („Ken“) Clarke, Baron Clarke of Nottingham, CH, PC, QC (* 2. Juli 1940 in West Bridgford, Nottingham) ist ein britischer Politiker. Er ist Mitglied der Conservative Party und gehörte den Regierungen von Margaret Thatcher, John Major und David Cameron in verschiedenen Funktionen an.
Im House of Commons vertrat er fast 50 Jahre lang den Wahlkreis Rushcliffe.

## Leben
Nach seiner Schulzeit an der Nottingham High School studierte Clarke Rechtswissenschaften am Gonville and Caius College in Cambridge.
Bereits während des Studiums war Clarke Mitglied der Conservative Party (Tories). 1970 gewann er im Wahlbezirk Rushcliffe, südlich von Nottingham, den Abgeordnetensitz im Britischen Unterhaus, nachdem er zuvor bei den Wahlen 1964 und 1966 im Wahlbezirk Mansfield gescheitert war. Clarke war von 1979 bis 1997 im Kabinett von Margaret Thatcher und John Major als Minister tätig. 1980 wurde er Kronanwalt (Queen’s Counsel) und 1985 wurde er ins Privy Council aufgenommen. Nachdem er zuvor bereits Gesundheits-, Bildungs- und Innenminister gewesen war, war Clarke 1993 bis 1997 Schatzkanzler. Auch nach der deutlichen Wahlniederlage der Tories im Mai 1997 behielt Clarke sein Abgeordnetenmandat im Unterhaus. Bei drei parteiinternen Wahlkämpfen um den Vorsitz der Conservative Party (1997, 2001 und 2005) unterlag Clarke jeweils gegen seine innerparteilichen Mitbewerber William Hague, Iain Duncan Smith und David Cameron. Gleichwohl ernannte David Cameron ihn im Januar 2009 zum Mitglied in seinem Schattenkabinett.
Von Mai 2010 bis September 2012 bekleidete er in der Regierung Cameron I das Amt des Lordkanzlers und Justizministers. Anschließend war er bis zu seinem Rücktritt am 14. Juli 2014 Minister ohne Geschäftsbereich. 2014 wurde er in den Order of the Companions of Honour aufgenommen.
Clarke gilt als einer der prominentesten One-Nation-Konservativen innerhalb seiner Partei; seit 1997 ist er Präsident der Tory Reform Group. Clarke ist Präsident der Conservative Europe Group, Co-Präsident der British Influence und Vizepräsident der European Movement UK. 
Seine proeuropäische Haltung brachte Clarke in Konflikt zu anderen konservativen Parteimitgliedern der Tories und gilt als Mitursache für seine Kandidaturniederlagen um den Parteivorsitz.
Im Jahr 2003 sprach er sich gegen die Teilnahme des Vereinigten Königreichs am Irakkrieg aus. Er könne sich nicht des Eindrucks erwehren, so Clarke in einer Unterhausrede vom 26. Februar 2003, dass der Krieg schon lange vor den Ultimaten an Saddam Hussein eine in Washington fest beschlossene Sache gewesen sei. Bei der entscheidenden Abstimmung am 18. März 2003, die die Regierung Blair zum Einsatz militärischer Mittel autorisierte, stimmte er als einer von 15 konservativen Abgeordneten gegen den Krieg. Die große Mehrheit seiner Parteikollegen stimmte dafür. Am 1. September 2005, nach der Invasion des Irak, bezeichnete er die Kriegsteilnahme als einen „katastrophalen Fehler“ von Premierminister Tony Blair.
In der Folge des Referendums zum Verbleib des Vereinigten Königreiches in der EU im Juni 2016, das mit einem knappen Sieg der Befürworter eines Austritts endete, schlug Clarke vor, die britische Regierung solle sich über dieses Votum hinwegsetzen.
Im Januar 2017 bekräftigte er seinen Standpunkt:  Die Ja-Nein-Diktion des Referendums sei von vornherein völlig ungeeignet für so ein komplexes Thema gewesen. Kein „vernünftiges Land“ halte Volksabstimmungen ab. Die Argumentation beider Seiten im Wahlkampf sei „armselig“ gewesen.  Es sei vor allem wirtschaftlich völlig unsinnig, den Binnenmarkt und die Zollunion der EU zu verlassen.
In Anlehnung an eine Episode im Roman Alice im Wunderland sagte er, es sei, als würde man dem weißen Kaninchen hinunter in seinen Bau folgen, um in einem Wunderland herauszukommen, wo plötzlich Länder aus aller Welt Schlange stünden, um Handelsverträge mit Großbritannien abzuschließen, inklusive „netter Männer wie Donald Trump“.
Konsequenterweise stimmte Clarke am 1. Februar 2017 bei der Abstimmung über das Gesetz, das die britische Regierung ermächtigen sollte, das Austrittsverfahren nach Artikel 50 des EU-Vertrags einzuleiten, als einziger von 320 konservativen Abgeordneten gegen die Gesetzesvorlage.
Mit dem Tod des Abgeordneten der Labour Party Gerald Kaufman am 26. Februar 2017 wurde Clarke zum Father of the House als der Abgeordnete mit der längsten ununterbrochenen Dienstzeit im House of Commons.
Im Juni 2016 kündigte er an, bei der nächsten Unterhauswahl, die ursprünglich für 2020 geplant war, nicht erneut für einen Sitz kandidieren zu wollen. Nachdem im April 2017 vorgezogene Wahlen für den Juni beschlossen wurden, erklärte er seine erneute Kandidatur.
Im Zuge der parteiinternen Vorwahlen der Conservative Party unterstützte Clarke den EU-freundlichen Abgeordneten Rory Stewart. Im Juni 2019 verkündete er, dass er bei den nächsten Britischen Unterhauswahlen nicht erneut antreten werde.
Nachdem Clarke am 3. September 2019 entgegen der Regierungslinie zugunsten einer Abstimmung über eine von der Opposition eingebrachte Gesetzesinitiative zur Verhinderung eines EU-Austritts ohne Abkommen votiert hatte, wurde er, gemeinsam mit 20 weiteren Abgeordneten seiner Partei, am 4. September 2019 aus der Parlamentsfraktion ausgeschlossen. Zur Unterhauswahl im Dezember 2019 trat Clarke nicht mehr an. Clarke wurde im Februar 2020 von Premierminister Johnson für eine Peerage nominiert. Am 4. September 2020 wurde er als Baron Clarke of Nottingham, of West Bridgford in the County of Nottinghamshire, zum Life Peer erhoben und ist dadurch seither Mitglied des House of Lords.

## Privates
Clarke heiratete im November 1964 Gillian Edwards. Das Paar hat zwei Kinder. Seine Frau starb im Juli 2015.